# Translittération baha'ie
Cette page contient des caractères spéciaux ou non latins. S’ils s’affichent mal (▯, ?, etc.), consultez la page d’aide Unicode.
La translittération baha'ie ou translittération bahaïe est un système utilisé dans le bahaïsme pour la romanisation des mots arabes et persans. Il contient des lettres avec des points ou des traits en dessous ou des accents pour une translittération plus précise des termes originaux.

## Origine
Les baha'is utilisent ce système mis sur pied par Shoghi Effendi, qui l'initia dans une de ses lettres, adressée aux baha'is des États-Unis le 12 mars 1923. Il est basé sur le système adopté par le « Dixième Congrès international des orientalistes », tenu à Genève en septembre 1894. Shoghi Effendi en a modifié quelques détails, comme l'utilisation de digrammes à la place des consonnes accentuées (par exemple : sh au lieu de š), ou comme l'assimilation des consonnes « solaires » en rapport avec l'article défini al- (arabe : ال) et sa prononciation (par exemple : ar-Raḥím, as-Ṣádiq, au lieu de al-Raḥīm, al-Ṣādiq).
Dans ce système, les formes des noms des figures centrales de la Foi baha’ie sont « Báb », « Bahá’u’lláh », et « ‘Abdu’l-Bahá » (au lieu de Bāb, Bahāʾ-Allāh et ʿAbd-al-Bahāʾ en DIN 31635). En cas de limitation des moyens typographiques, les formes « baha'i », « baha'is », « Bab », et « Baha'u'llah » sont souvent utilisées, en particulier en informatique.

## Système
| Lettres arabes | Nom   | Translittération | Translittération selon DIN 31635 | Valeur phonétique (API)        |
| -------------- | ----- | ---------------- | -------------------------------- | ------------------------------ |
| ا              | alif  | á, a             | ā, a                             | divers, y compris [aː] et [æː] |
| ب              | bá    | b                | b                                | [b]                            |
| ت              | tá    | t                | t                                | [t]                            |
| ﺙ              | thá   | th               | ṯ                                | [θ] (ar) ; [s] (fa)            |
| ﺝ              | jím   | j                | ǧ                                | [d͡ʒ]                           |
| ﺡ              | ḥá    | ḥ                | ḥ                                | [ħ] (ar) ; [h] (fa)            |
| ﺥ              | khá   | kh               | ḫ                                | [χ] (ar) ; [x] (fa)            |
| ﺩ              | dál   | d                | d                                | [d]                            |
| ﺫ              | dhál  | dh               | ḏ                                | [ð] (ar) ; [z] (fa)            |
| ﺭ              | rá    | r                | r                                | [r]                            |
| ﺯ              | záy   | z                | z                                | [z]                            |
| ﺱ              | sín   | s                | s                                | [s]                            |
| ﺵ              | shín  | sh               | š                                | [ʃ]                            |
| ﺹ              | ṣád   | ṣ                | ṣ                                | [sˁ] (ar) ; [s] (fa)           |
| ﺽ              | ḍád   | ḍ                | ḍ                                | [dˁ] (ar) ; [z] (fa)           |
| ﻁ              | ṭá    | ṭ                | ṭ                                | [tˁ] (ar) ; [t] (fa)           |
| ﻅ              | ẓá    | ẓ                | ẓ                                | [ðˁ] (ar) ; [z] (fa)           |
| ﻉ              | ‘ayn  | ‘                | ʿ                                | [ʕ] (ar) ; [ʔ] (fa)            |
| ﻍ              | ghayn | gh               | ġ                                | [ʁ] (ar) ; [ɣ] (fa)            |
| ﻑ              | fá    | f                | f                                | [f]                            |
| ﻕ              | qáf   | q                | q                                | [q] (ar) ; [ɢ], [ɣ] (fa)       |
| ﻙ              | káf   | k                | k                                | [k]                            |
| ﻝ              | lám   | l                | l                                | [l]                            |
| ﻡ              | mím   | m                | m                                | [m]                            |
| ﻥ              | nún   | n                | n                                | [n]                            |
| ﻩ              | há    | h                | h                                | [h]                            |
| ﻭ              | wáw   | ú, v, w          | ū, w                             | [uː], [w] (ar) ; [v] (fa)      |
| ﻱ              | yá    | í, y             | ī, y                             | [iː], [j]                      |
| ﭺ              | cha   | ch               | č                                | [t͡ʃ]                           |
| گ              | ga    | g                | g                                | [ɡ]                            |
| پ              | pa    | p                | p                                | [p]                            |
| ژ              | zha   | zh               | ž                                | [ʒ]                            |

### Lettres modifiées
Ce ne sont pas de vraies lettres, mais plutôt des phonèmes diacritiques ou diverses formes orthographiques d'une lettre.
| Lettres arabes | Nom          | Translittération | Translittération selon DIN 31635 | Valeur phonétique |
| -------------- | ------------ | ---------------- | -------------------------------- | ----------------- |
| ء              | hamza        | ’                | ʾ                                | [ʔ] (ar)          |
| آ              | alif madda   | á                | ā                                | [ʔaː] (ar)        |
| ة              | tá marbúṭa   | t, h             | t, h                             | [a], [at] (ar)    |
| ى              | alif maqṣúra | á                | ā                                | [aː] (ar)         |